# تاداشی آبه
تاداشی آبه (ژاپنی: 阿部 正، Abe Tadashi؛ ۱۹۲۶ – ۲۳ نوامبر ۱۹۸۴) استاد آیکیدو اهل ژاپن است. او از اولین استادانی بود که در غرب زندگی و تدریس کرد. او یادگیری آیکیدو را در اوساکا در ۱۹۴۲ میلادی آغاز کرد و برای ادامه، به‌طور مستقیم نزد بنیان‌گذار این ورزش رزمی، موریهه اوشیبا رفت. در ۱۹۵۲ میلادی، پس از فارغ‌التحصیلی در رشتهٔ حقوق از دانشگاه واسدا، او به فرانسه رفت و در آنجا ضمن تحصیل در دانشگاه سوربن به آموزش آیکیدو پرداخت. او پس از هفت سال به ژاپن بازگشت. حوالی ۱۹۶۴ میلادی وی کمربند سیاه دان ۷ در آیکیدو بود.